# Brachycephalus pombali
Brachycephalus pombali es una especie de anfibio anuro de la familia Brachycephalidae.

## Distribución geográfica
Esta especie es endémica de Paraná en Brasil. Habita a 1300 m de altitud en el pico de Igreja en el municipio de Guaratuba.

## Descripción
Los machos miden de 12.6 a 13.9 mm y las hembras de 14.6 a 15.3 mm.

## Etimología
Esta especie lleva el nombre en honor a José Perez Pombal Jr.

## Publicación original
- Alves, Ribeiro, Haddad & Dos Reis, 2006 : Two new species of Brachycephalus (Anura: Brachycephalidae) from the Atlantic Forest in Parana State, southern Brazil. Herpetologica, vol. 62, n.º 2, p. 221-233[5]